# Peter Whittingham
Peter Michael Whittingham /ˈhwɪtɪŋəm/ (Nuneaton, 8 de setembro de 1984 – Cardiff, 19 de março de 2020) foi um futebolista inglês que atuava como meio-campista, ala (esquerdo e direito) ou segundo atacante.
Fez parte do elenco do Aston Villa que ganhou a FA Youth Cup em 2002, e um ano mais tarde, disputou a Premier League pela primeira vez. No clube de Birmingham, jogou 56 partidas e fez um gol - em 2005, foi emprestado para Burnley e Derby County.
No Cardiff City, Whittingham atuou em 413 partidas e fez 85 gols em dez temporadas, sagrando-se vice-campeão da Copa da Inglaterra e da Copa da Liga Inglesa em 2007–08, além de ter vencido a EFL Championship de 2012–13. Em 2017, foi contratado pelo Blackburn Rovers, jogando vinte partidas e ficando com o vice-campeonato da League One (terceira divisão). Na temporada 2018–19, não disputou nenhum jogo pela segunda divisão e foi utilizado apenas uma vez, na Copa da Liga, tendo seu contrato encerrado num acordo entre o jogador e os Rovers.

## Carreira internacional
Whittingham jogou dezessete partidas e fez três gols pela Seleção Inglesa entre 2004 e 2007.

## Morte
Em 18 de março de 2020, a polícia de Gales do Sul confirmou que Whittingham estava "lutando pela vida" no Hospital Universitário de Cardiff, após um acidente que resultou em lesões na cabeça do meio-campista, cuja morte chegou a ser noticiada nas redes sociais, porém foi desmentida posteriormente.
Contudo, o futebolista morreu um dia depois, aos 35 anos, devido às complicações das lesões recorrentes de uma queda ocorrida no pub em Barry, em 7 de março.

## Títulos
Aston Villa
- FA Youth Cup: 1 (2001–02)

Cardiff City
- EFL Championship: 1 (2012–13)